# United States Naval Research Laboratory
Lo United States Naval Research Laboratory (NRL) (in italiano: Laboratorio di ricerche navali degli Stati Uniti) è il laboratorio di ricerca dell'United States Navy e dell'United States Marine Corps. Conduce programmi di ricerca scientifica di base e applicata, sviluppo tecnologico avanzato e sviluppo di prototipi. Le specialità del NRL comprendono scienza del plasma, fisica spaziale, scienza dei materiali e guerra elettronica tattica.. Il NRL è uno dei primi laboratori di ricerca e sviluppo degli Stati Uniti, essendo stato fondato a Washington nel 1923 su sollecitazione dell'inventore statunitense Thomas Edison, ed è attualmente inserito all'interno dell'Ufficio per le ricerche navali (Office of Naval Research, ONR).
Al 2016, il NRL attinge i propri fondi dallo United States Navy Working Capital Fund, che vuol dire che esso non figura tra le voci di spesa del budget federale degli Stati Uniti. Anziché ricevere un finanziamento diretto dal Congresso degli Stati Uniti, tutti i costi del laboratorio di ricerca sono coperti tramite progetti di ricerca finanziati da sponsor.
Le spese per l'attività di ricerca del NRL ammontano a circa $1 miliardi all'anno.
Durante la Seconda guerra mondiale il NRL ha condotto ricerche su sistemi di comunicazione radio, radar e sonar. Nel 1946 fu posto alle dipendenze dell'Office of Naval Research. Negli anni del dopoguerra ha condotto ricerche spaziali, portando avanti il Progetto Vanguard e lanciando in orbita il secondo satellite artificiale statunitense, il Vanguard 1. In seguito il NRL ha inventato e sviluppato i primi prototipi dei satelliti del sistema di navigazione Global Positioning System (GPS), nonché i primi satelliti spia come il GRAB 1. Il NRL ha condotto anche ricerche su sottomarini nucleari, nuovi materiali per le costruzioni navali, abitabilità sottomarina, superconduttori e scienze biomolecolari. Nel 1985 due scienziati del NRL, Herbert Hauptman e Jerome Karle, hanno ricevuto il premio Nobel per i loro lavori sulle analisi della struttura molecolare. Nel 1992 il NRL è stato unificato con il Naval Oceanographic and Atmosphaeric Research Laboratory, diventando il principale centro della Marina per le ricerche sugli oceani e l'atmosfera. Il NRL ha condotto ricerche sulla radiografia a raggi gamma, su radar e sul Large Angle and Spectrometric Coronagraph Experiment (LASCO) (che hanno portato alla costruzione di due dei 12 strumenti a bordo della sonda spaziale SOHO, il C2 e il C3); inoltre ha sviluppato il Dragon Eye, un drone munito di sensori sofisticati. Attualmente le principali ricerche del NRL riguardano i sistemi per la guerra elettronica, la meteorologia marina, l'oceanografia, la fisica del plasma e le nanotecnologie.